# San Paolo d’Argon
San Paolo d’Argon – miejscowość i gmina we Włoszech, w regionie Lombardia, w prowincji Bergamo.
Według danych na styczeń 2009 gminę zamieszkiwało 5361 osób przy gęstości 1057 os./1 km².